# Hollands Kroon (waterschap)
Hollands Kroon was de naam van het waterschap dat in 1994 ontstond uit de samenvoeging van de waterschappen Texel, De aangedijkte landen en Wieringen en De Wieringermeer. Het waterschap was verantwoordelijk voor het waterbeheer in het noordelijk deel van de Nederlandse provincie Noord-Holland. In 2003 is het waterschap reeds opgeheven in het kader van de consolidering van alle waterschappen in Nederland. Het waterschap werd toegevoegd aan Hoogheemraadschap Hollands Noorderkwartier.
Hollands Kroon is ook de naam van een fusiegemeente in de Noordkop.